# Forteresse de Županjevac
La forteresse de Županjevac (en serbe cyrillique : Остаци средњевековног града у Жупањевцу ; en serbe latin : Ostaci srednjevekovnog grada u Županjevcu) est située à Županjevac, dans la municipalité de Rekovac et dans le district de Pomoravlje, en Serbie. Elle est inscrite sur la liste des monuments culturels protégés de la République de Serbie (identifiant no SK 250).

## Présentation
Sur un plateau accidenté dominant le village de Županjevac se trouvent les vestiges d'une forteresse médiévale connue sous le nom de « Županjevački grad ». Des fouilles archéologiques conduites au début du XXIe siècle ont permis de conclure qu'elle a été construite au XIVe siècle en même temps qu'une église monastique au centre du plateau ainsi que divers bâtiments autour d'elle.
Des fortifications ne subsistent que les ruines de tours et de bâtiments ainsi que les fondations et la partie inférieure des murs. La forteresse avait un plan ovale, conditionné par la configuration du sommet de la colline où elle était édifiée. Au nord-ouest et au sud subsistent les vestiges de deux tours d'angle circulaires et, entre elles, à l'ouest, le trouvait une tour d'entrée carrée. La forteresse est construite en pierres concassées et en mortier de chaux avec une épaisseur de paroi allant jusqu'à 3 m. Dans les murs se trouvent les fondations de bâtiments pour le logement et les besoins de l'économie.
En 1951, une église dédiée à saint Élie a été construite sur les fondations de l'église médiévale.